# Schwarzbach (Elterlein)
Pour les articles homonymes, voir Schwarzbach.
Schwarzbach est un village dans la commune d'Elterlein, située dans les Monts-Métallifères en Allemagne.

## Géographie
Schwarzbach se situe à 530 m d'altitude, dans la vallée du ruisseau 'Schwarzbach'.
Le mont le plus haut est le « Richterberg ». Le village est voisin de Elterlein (nord), Hermannsdorf (nord-est), Scheibenberg (sud-est), Markersbach (sud), Langenberg (sud-ouest), Waschleithe (ouest) et Grünhain-Beierfeld (nord-ouest).

## Étymologie
Le nom 'Schwarzbach' s'appelle 'Ruisseau noir' en français. L'origine de ce nom est contestée. D'un côté, on peut dire qu'autrefois, la forêt est allée jusqu'à l'eau, alors le ruisseau semblait noir. D'un autre côté, il y avait une fosse de tourbage dans le village, alors le ruisseau devenait noir.

## Histoire
Le village est mentionné la première fois en 1240.
Il y avait beaucoup de mines au Moyen Âge. Depuis 1837, les habitants ont une église.

## Démographie
| 1548 | 45  | 1834 | 450 | 1939 | 520 |
| 1660 | 143 | 1871 | 420 | 1950 | 702 |
| 1755 | 198 | 1890 | 419 | 1990 | 543 |
| 1795 | 383 | 1910 | 449 | 2011 | 573 |